# K2-318
K2-318, EPIC 249826231 — одиночная звезда в созвездии Весов на расстоянии приблизительно 487 световых лет (около 149 парсек) от Солнца.
Вокруг звезды обращается, как минимум, одна планета.

## Характеристики
K2-318 — оранжевый карлик спектрального класса K. Масса — около 0,561 солнечной, радиус — около 0,552 солнечного. Эффективная температура — около 3924 К.

## Планетная система
В 2020 году командой астрономов, работающих с фотометрическими данными в рамках проекта Kepler K2, было объявлено об открытии планеты K2-318 b.